# Mississauga IceDogs
Die Mississauga IceDogs waren eine kanadische Eishockeymannschaft aus Mississauga in der Provinz Ontario. Das Team spielte von 1998 bis 2007 in einer der drei höchsten kanadischen Junioren-Eishockeyligen, der Ontario Hockey League (OHL).

## Geschichte
Die Mississauga IceDogs wurden 1998 als Franchise der Ontario Hockey League gegründet. Nachdem es in ihren ersten vier Spielzeiten noch die Playoffs verpasst hatte, erreichte es in der Saison 2002/03 erstmals die Playoffs, in denen es im Conference-Viertelfinale gegen die Ottawa 67’s mit 1:4 Spielen unterlag. In der folgenden Spielzeit erreichten die IceDogs ihren größten Erfolg, als sie nach Siegen über die Oshawa Generals, Barrie Colts und Toronto St. Michael’s Majors die Finalspiele um den J. Ross Robertson Cup erreichten. In diesen unterlagen sie den Guelph Storm in der Best-of-Seven-Serie in einem Sweep. 
Zwar erhielt Mississauga in der Saison 2004/05 die Emms Trophy als Sieger der Central Division, jedoch kam das Team anschließend nicht mehr über die erste Playoffrunde hinaus. 2007 wurde das Franchise von Eugene Melnyk an Bill Burke verkauft, der es nach St. Catharines, Ontario, umsiedelte, wo es seither unter dem Namen Niagara IceDogs in der OHL aktiv ist.

## Ehemalige Spieler
Folgende Spieler, die für die Mississauga IceDogs aktiv waren, spielten im Laufe ihrer Karriere in der National Hockey League: 
| - Daniel Carcillo - Greg Jacina - Brian McGrattan - Sean McMorrow - Patrick O’Sullivan - Alex Pietrangelo - Kyle Quincey | - Igor Radulow - Rob Schremp - Jason Spezza - Chad Wiseman - Cody Bass - Oskar Osala |

## Team-Rekorde

### Karriererekorde
Spiele: 234  Patrick O’Sullivan
Tore: 148  Patrick O’Sullivan
Assists: 197  Patrick O’Sullivan
Punkte: 345  Patrick O’Sullivan
Strafminuten: 417  Scott Page